# Just Can't Get Enough (canción de Depeche Mode)
«Just Can't Get Enough» (en español, Solo no puedo obtener suficiente) es el tercer disco sencillo del grupo británico de música electrónica Depeche Mode, publicado en septiembre de 1981; el segundo desprendido del álbum Speak & Spell de ese mismo año y el primero de la banda en ser publicado en los Estados Unidos.
La versión sencillo de Just Can't Get Enough es la misma del álbum Speak & Spell, la Schizo Mix es una versión extendida y fue la única que apareció en la edición americana del disco, pero posteriormente se incluyó también en la edición europea en CD del álbum e incluso tiempo después en la compilación Remixes 81··04 del año 2004.
Just Can't Get Enough es una canción compuesta por Vince Clarke, quien abandonó Depeche Mode a fines de 1981 para formar Yazoo y posteriormente Erasure, siendo de tal modo el último sencillo donde apareció como miembro de la banda. Como lado B apareció el tema instrumental Any Second Now, mientras en América el lado B fue la canción Tora! Tora! Tora! compuesta por Martin Gore.
El sencillo se publicó en el Reino Unido el 7 de septiembre de 1981 y en Estados Unidos hasta el 18 de febrero de 1982.

## Descripción
Es un tema eminentemente bailable, destinado a poner a la juventud a moverse al ritmo de su lograda ejecución rápida de teclado, aunque en una notación suave como ha sido siempre el estilo de Vince Clarke, optando por una musicalización íntegramente sintética conducida por él y su capacidad de crear una melodía artificial inolvidable.
La letra es lo de menos, al suponer lo irresistible del amor juvenil y por el contrario su fuerte, y prácticamente su única gracia, es la melodía que Clarke germinó desde los sintetizadores con acompañamiento de Martin Gore en secciones muy específicas, y Andrew Fletcher secundando con una base de apoyo suave pero indispensable para la característica armonía del tema.
Con todo ello, logró convertirse en el primer clásico de DM, y a juicio de algunos el tema gracias al cual pudieron mantenerse a flote ya sin Clarke, para lo cual debieron suplir su ausencia con Alan Wilder quien era capaz de manejar el teclado con la misma destreza aunque casi siempre prefería una notación más grave.
La canción también sentaba el camino para que en adelante DM mostrara predilección por los temas bailables como una manera de garantizar las ventas de sus discos y el predominio del elemento electrónico en su música que pocos años después se enriquecería con instrumentos acústicos. Lo curioso de Just Can't Get Enough es que no tiene una sonoridad particularmente artificial, sino por el contrario muy equilibrada por la suavidad de su cándida armonía y lo contagioso de su ritmo.

## Formatos
En disco de vinilo
7 pulgadas 7Mute16  Just Can't Get Enough
| Lado A |                         |          |  |
| N.º    | Título                  | Duración |  |
| 1.     | «Just Can't Get Enough» | 3:35     |  |

| Lado B |                                 |          |  |
| N.º    | Título                          | Duración |  |
| 1.     | «Any Second Now» (instrumental) | 3:08     |  |

12 pulgadas 12Mute16  Just Can't Get Enough
| Lado A |                                      |          |  |
| N.º    | Título                               | Duración |  |
| 1.     | «Just Can't Get Enough» (Schizo Mix) | 6:41     |  |

| Lado B |                            |          |  |
| N.º    | Título                     | Duración |  |
| 1.     | «Any Second Now» (Altered) | 5:43     |  |

7 pulgadas Sire SRE50029  Just Can't Get Enough
Just Can't Get Enough fue el primer sencillo de DM publicado en los Estados Unidos, donde apareció sólo en vinilo de 7 pulgadas.
| Lado A |                         |          |  |
| N.º    | Título                  | Duración |  |
| 1.     | «Just Can't Get Enough» | 3:42     |  |

| Lado B |                     |          |  |
| N.º    | Título              | Duración |  |
| 1.     | «Tora! Tora! Tora!» | 4:23     |  |

CD 1991
Para 1991 Just Can't Get Enough se publicó en formato digital de CD dada su inclusión en la colección de sencillos The Singles Boxes 1-3 de ese año.
| CDMute16 Just Can't Get Enough |                                      |          |  |
| N.º                            | Título                               | Duración |  |
| 1.                             | «Just Can't Get Enough»              | 3:42     |  |
| 2.                             | «Any Second Now» (instrumental)      | 3:08     |  |
| 3.                             | «Just Can't Get Enough» (Schizo Mix) | 6:45     |  |
| 4.                             | «Any Second Now» (Altered)           | 5:43     |  |

## Vídeo promocional
Just Can't Get Enough fue el primer video de Depeche Mode, el único que se realizó del álbum Speak & Spell, fue dirigido por Clive Richardson y es también el único en el que Vince Clarke llegó a aparecer con el grupo.
El vídeo, sin mayores pretensiones, contiene un concepto visual y de grupo muy inocente dado la indefinición de roles que aún existía en esa época al interior de la banda, así se le da mayor protagonismo a Andrew Fletcher sobre Martin Gore quien a la postre acabaría dominando el proyecto.
Como su letra, presenta a los miembros de DM siendo amigos, divirtiéndose en un bar, bajando unas escaleras juntos, tocando sus sintetizadores vestidos de manera atrevida con cuero y pantalones ajustados, todo el tiempo rodeados por chicas a las que deberán conquistar después de seducirlas con su irresistible música.
Pese a su simpleza, Richardson se convertiría en director de otros siete vídeos musicales de DM, pues su falta de pretensión y petulancia convenció a la banda como un estilo adecuado a ellos.
El video se incluye en la colección Some Great Videos de 1985, en The Best of Depeche Mode Volume 1 de 2006 y en Video Singles Collection de 2016.

## En directo
Como primerísimo clásico de DM, "Just Can't Get Enough" es uno de los temas más ocasiones interpretado en giras, más de 700 veces pues estuvo presente desde el 1980 Tour, después en su correspondiente gira 1981 Tour y seguidamente en las giras See You Tour, Broken Frame Tour, Construction Tour, Some Great Tour, Black Celebration Tour donde marcaba un festivo cierre contra el repertorio predominantemente “oscuro”; el Tour for the Masses también como preámbulo al cierre, para después ser retomado durante la gira The Singles Tour con la "nueva" configuración del grupo. Posteriormente, fue incorporado en la gira Touring the Angel, aunque como tema opcional rotándose con Photographic del mismo disco, siendo las dos únicas canciones del álbum debut de DM que han llegado hasta el nuevo siglo en sus conciertos, así como en la gira Delta Machine Tour.
También se retomó durante la última etapa, de festivales en Europa, del Global Spirit Tour de 2018, en una interpretación relativamente menos rítmica. Posteriormente, se le retomó en todas las fechas de la gira Memento Mori World Tour de 2023-24 en toda forma.
La interpretación en el escenario de siempre ha sido sólo con sintetizadores, aunque desde 1998, como la mayoría de los temas de DM, se sustituye el efecto de percusión a base de caja de ritmos por la batería acústica de Christian Eigner. Las interpretaciones de "Just Can't Get Enough" en directo, suelen ser además largas, incorporando elementos de su popular versión larga, Schizo Mix, con el inicio, los puentes y la coda más prolongados, basándose sobre todo en su característica melodía de percusión.

## Versiones y usos
- En Argentina, este tema fue usado por la compañía de telecomunicaciones CTI Móvil para varios de sus spots publicitarios, llegando a ser una canción característica de la empresa.
- En Japón, en el 2007 una versión cover de la cantante Anna Tsuchiya fue utilizada en comerciales de televisión de automóviles de la empresa Nissan. El tema fue incluido en el sencillo de Tsuchiya "Kuroi Namida".
- En abril de 2007 Marta Sánchez saca la canción "Superstar" que contiene el sample del tema inclusive hay remixes que mezclan las dos canciones. La versión del disco aparece en su álbum Miss Sánchez.
- En París, en Parc des Princes, Mika hizo una versión en vivo de la canción en el 2008.
- En Inglaterra, la girl-band The Saturdays lanzó una versión de la canción como su cuarto sencillo en 2009. Fue un éxito, llegando al #2 en las listas de ese país.
- En Chile, se utiliza la canción para la propaganda de Falabella, transmitida durante 2009 y 2010 y protagonizada por Cecilia Bolocco. Obviamente, el tema es adaptado a la versión típica de la empresa.
- En Perú, se utilizó esta canción para un comercial de la cerveza Brahma en 2009.
- En la serie televisiva Glee, en el episodio 14, "I Do", de la cuarta temporada, fue interpretada, por Kurt Hummel (Chris Colfer) y Blaine Anderson (Darren Criss).
- En Glasgow, Escocia, la afición del Celtic de Glasgow canta el estribillo tras cada gol del equipo local en el Celtic Park.
- En la introducción de la película de Minecraft se escucha una versión instrumental compuesta por Jamieson Shaw.

## Posteriores apariciones
Vince Clarke, tras dejar Depeche Mode, no volvió a tocar la canción ni la incluyó en ningún show de sus posteriores bandas, con excepción de una presentación que realizó con Erasure para su club de fans, el 13 de diciembre de 1997. La grabación se rescató en los álbumes de edición limitada: An Evening with Erasure y EIS Live.